# Grace Slick
Grace Slick, artiestennaam van Grace Wing (Evanston (Illinois), 30 oktober 1939), is een Amerikaanse zangeres. Ze is het meest bekend als de zangeres van de Amerikaanse rockband Jefferson Airplane  (vanaf 1974 Jefferson Starship en vanaf 1985 Starship).

## Biografie
In 1964 begon Slick met haar echtgenoot Jerry Slick de band The Great Society en in 1966 werd ze zangeres bij Jefferson Airplane. Eind jaren zestig had Jefferson Airplane twee grote hits met White Rabbit, geschreven door Slick en Somebody to Love, geschreven door haar zwager Darby Slick. De bekendheid van deze nummers werd later niet meer geëvenaard. Maar belangrijker waren de albums in deze tijd van hippies en alternatieven. Slick was de in de hele Westerse scene geliefde voorvrouw van Jefferson Airplane op onder meer de klassieke Sixties-albums Surrealistic pillow (1967), After bathing at Baxter's (1967), Crown of creation (1968), Bless its pointed little head (1969) en Volunteers (1969). Samen met Paul Kantner, de vader van haar dochter China, maakte Slick in 1971 verder het album Sunfighter.
Nadat Jefferson Airplane in 1973 uit elkaar ging maakte Slick nog een album samen met Paul Kantner en David Freiberg, Baron von Tollbooth and the chrome nun (1973). Het jaar daarop maakte ze haar eerste solo-album Manhole. In 1974 ging ze verder met Jefferson Starship. Met deze band had ze in Nederland enkele top 40-hits. Vooral in Amerika was de band zeer succesvol. In 1978 verliet ze de band en de daaropvolgende jaren werkte ze aan twee soloalbums. In 1980 scoorde ze een Alarmschijf en een hit in de Nederlandse Top 40 (nr. 12) met het lied Seasons van het album Dreams. Het jaar daarop maakte ze het hardrockalbum Welcome to the wrecking ball. In 1981 keerde ze terug in Jefferson Starship. Het synthpopalbum Software uit 1984 was haar laatste soloalbum.
In 1985 werd de naam Jefferson Starship gewijzigd in Starship, nadat Paul Kantner uit de band was gestapt. Grace Slick zong tot 1988 in Starship. In 1989 kwam er een reüniealbum uit van Jefferson Airplane. Hierna trok Slick zich terug uit de muziekbusiness.

## Varia
In een interview vele jaren later verklaarde Slick van plan te zijn geweest stiekem een dosis LSD in de thee van president Nixon te doen, nadat ze was uitgenodigd voor een receptie op het Witte Huis.
Een bekende Nederlandse vertolkster van het werk van Jefferson Airplane was Mariska Veres. Haar stem leek sterk op die van Slick en haar groep Shocking Blue had vooral in de beginjaren veel overeenkomsten met Jefferson Airplane. Tijdens liveconcerten zong Veres regelmatig Somebody to love en White Rabbit.

## Discografie

### Albums

#### Met Jefferson Airplane
- Surrealistic pillow (1967)
- After bathing at Baxter's (1967)
- Crown of creation (1968)
- Bless its pointed little head (1969)
- Volunteers (1969)
- The worst of Jefferson Airplane (1970)
- Bark (1971)
- Long John Silver (1972)
- Thirty seconds over winterland (1973)
- 2400 Fulton street: an anthology (compilatie, 1987)
- Jefferson Airplane (1989)
- Jefferson Airplane loves you (compilatie, 1992)

#### Met Jefferson Starship
- Dragonfly (1974)
- Red Octopus (1975)
- Spitfire (1976)
- Earth (1978)
- Modern Times (1980)
- Winds of Change (1982)
- Nuclear Furniture (1984)

#### Met Starship
- Knee deep in the hoopla (1986)
- No protection (1987)

#### Solo
- Manhole (1974)
- Dreams (1980)
- Welcome to the wrecking ball (1981)
- Software (1984)

#### Met Paul Kantner
- Sunfighter (1971)

#### Met Paul Kantner en David Freiberg
- Baron von Tollbooth and the chrome nun (1973)

- Biblioteca Nacional de España: XX1123773
- Bibliothèque nationale de France: cb14027041d (data)
- Gemeinsame Normdatei: 121383989
- International Standard Name Identifier: 0000 0000 7841 0940
- Library of Congress Control Number: n93033313
- MusicBrainz: 5015d411-eec3-4126-a613-60532e33d5cb
- Nederlandse Thesaurus van Auteursnamen: 100740405
- RKD-Nederlands Instituut voor Kunstgeschiedenis: 226410
- SNAC: w6gx52wv
- Système universitaire de documentation: 158167597
- Virtual International Authority File: 79173039
- WorldCat: E39PBJjHhqW6BMTdTMMG9DfTHC